# Allobaccha wegneri
Allobaccha wegneri är en tvåvingeart som först beskrevs av Keiser 1952.  Allobaccha wegneri ingår i släktet Allobaccha och familjen blomflugor. Inga underarter finns listade i Catalogue of Life.